# Gough Island

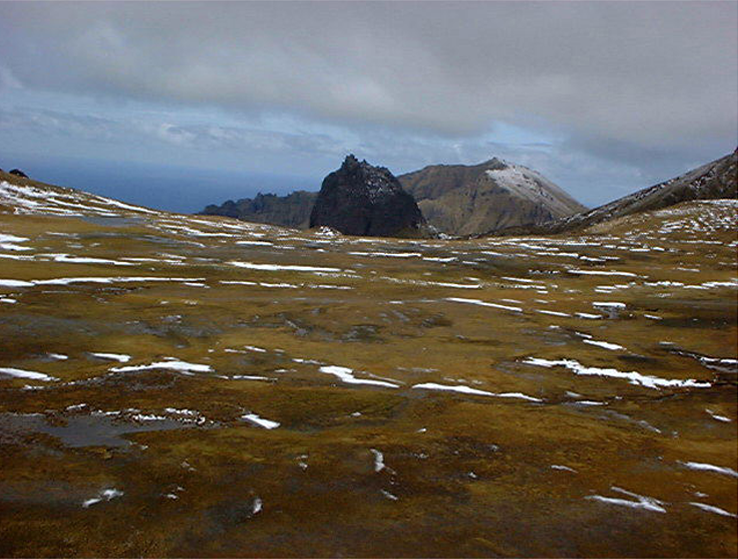
Gough Island

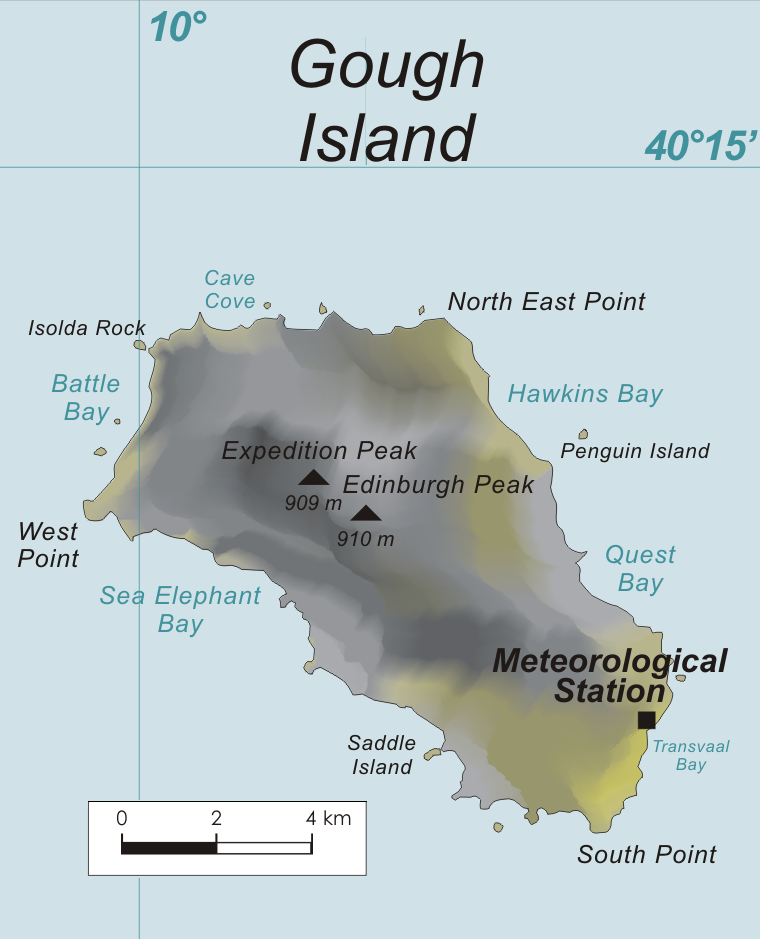

Gough Island (även kallad Gonçalo Alvares) är en vulkanö som reser sig ur havet i Södra Atlanten och tillhör det brittiska territoriet Sankta Helena. Ön ingår i ögruppen Tristan da Cunha och är belägen ca 350 km sydost om huvudön med samma namn.
Platsen upptogs på Unescos världsarvslista 1995.

## Geografi
Ön har en area på ca 65 km² med de högsta höjderna  Edinburgh Peak och Expedition Peak på cirka 910 m ö.h. Ön är ca 11 km lång med en bredd på ca 5 km och har mestadels en hög klippkust och saknar därmed naturliga hamnar förutom Glen Anchorage vid Quest Bay på öns östra del. Ön saknar bofast befolkning, förutom ett team sydafrikanska meteorologer som bemannar en väderstation.
Området inkluderar en rad små omkringliggande öar och klippor såsom Southwest Island, Saddle Island, Tristiana Rock, Isolda Rock, Round Island, Cone Island, Lot's Wife, Church Roch, Penguin Island och The Admirals. Området ligger inom det så kallade Roaring Forties, bältet mellan 40:de och 50:de södra breddgraden känt för sina starka jämna västanvindar.
Gough Island och Inaccessible Island utgör ett skyddat djurreservat och har blivit klassat som ett världsarv. Ön har beskrivits som en av de sista ostörda ekosystemen i sitt slag och ett utomordentligt skydd för häckande sjöfåglar i Atlanten. Ön är i stort sett enda häckningsplatsen för hela världens population av tristanalbatross (Diomedea dabbenena) och vitbukig petrell (Pterodroma incerta).

## Historia
Ön upptäcktes tidigt 1500-tal av portugisiske sjöfararen Gonçalo Álvares, som även namngav ön Diego Alvarez, men den föll snabbt i glömska. Ön återupptäcktes av brittiske sjöfararen Charles Gough år 1731.
Under 1800-talet användes ön under korta perioder som bas för val- och sälfångare och den första vetenskapliga expeditionen genomfördes först 1904.
Sydafrika byggde en väderstation på ön 1956 som är i bruk än idag.